# Val-d'Arc
Val-d'Arc est une commune française située dans le département de la Savoie, en région Auvergne-Rhône-Alpes.
Elle est créée le 1er janvier 2019 sous le statut de commune nouvelle par la  fusion des communes d'Aiguebelle et de Randens séparées par l'Arc.

## Géographie

### Localisation
Comme son nom le suggère, la commune est située dans la vallée de l'Arc, à l'entrée de la vallée de la Maurienne.
La commune nouvelle se trouve dans la zone d'emploi de la Maurienne et le bassin de vie de Saint-Pierre-d'Albigny.

### Communes limitrophes
Les communes limitrophes sont  Argentine, Bonvillaret, Bourgneuf, Montgilbert, Montsapey et Saint-Georges-d'Hurtières.
|                           | Bonvillaret |           |
| Montgilbert               | Val-d'Arc   | Montsapey |
| Saint-Georges-d'Hurtières | Argentine   |           |

### Hydrographie

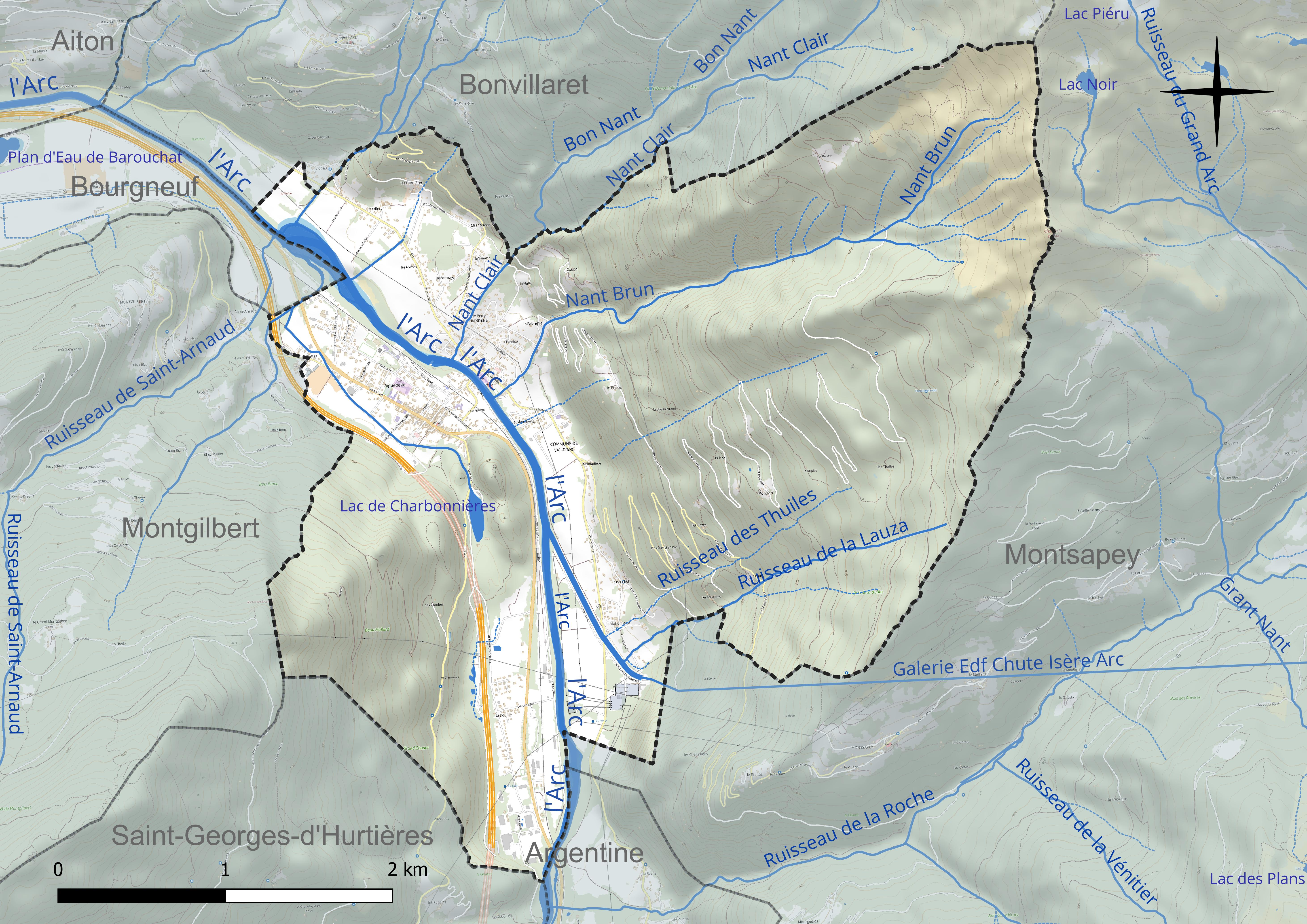
Carte hydrographique de la commune.

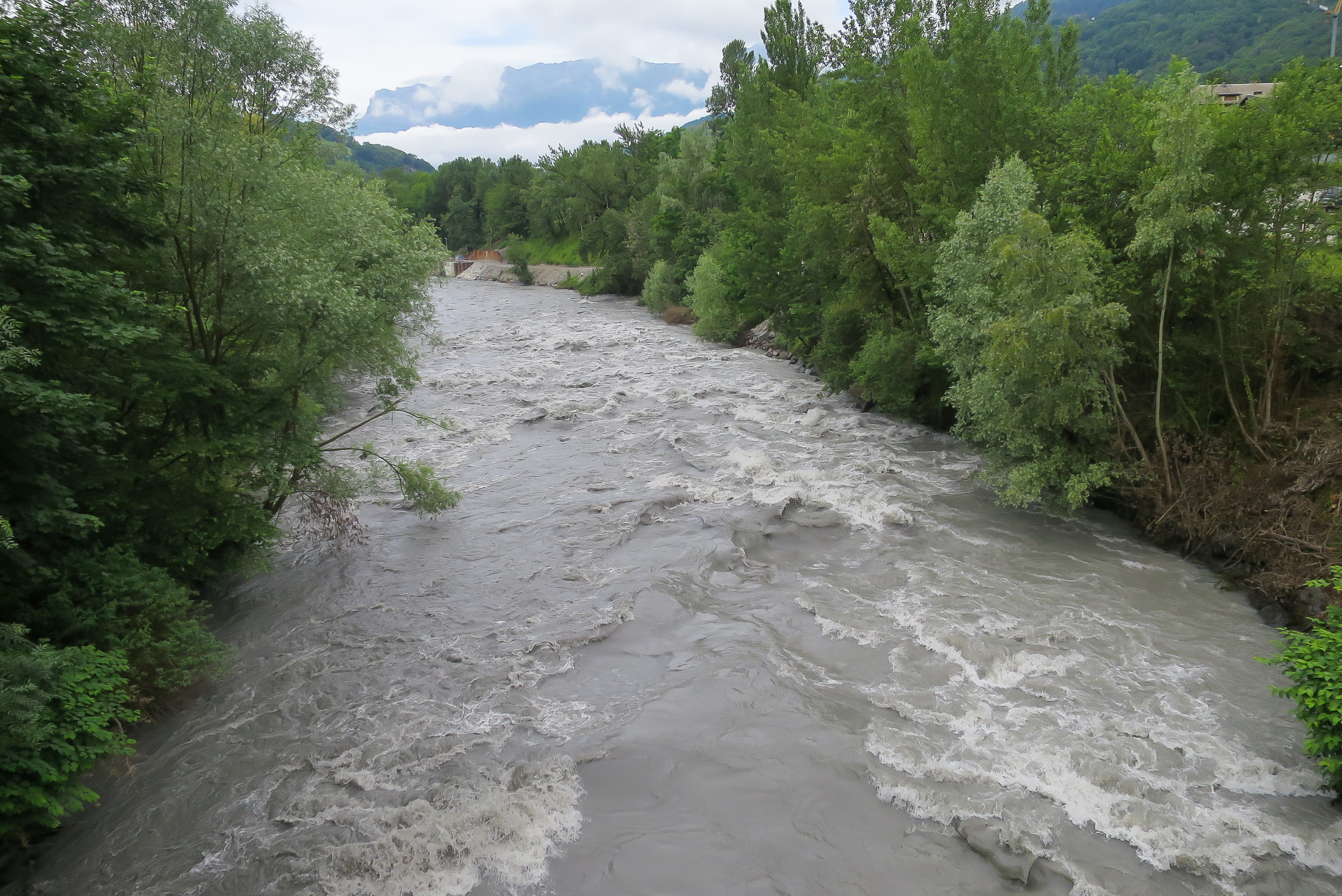
L'Arc.

La commune est drainée par l'Arc, un affluent de l'Isère et donc un sous-affluent du fleuve le Rhône.
Plusieurs ruisseaux y confluent : le Nant Clair, le Nant Brun, le ruisseau des Thuiles, celui de la Lauza.
On note également le lac de Charbonnières et la conduite forcée d'EDF de la Chute Isère Drac.

## Urbanisme

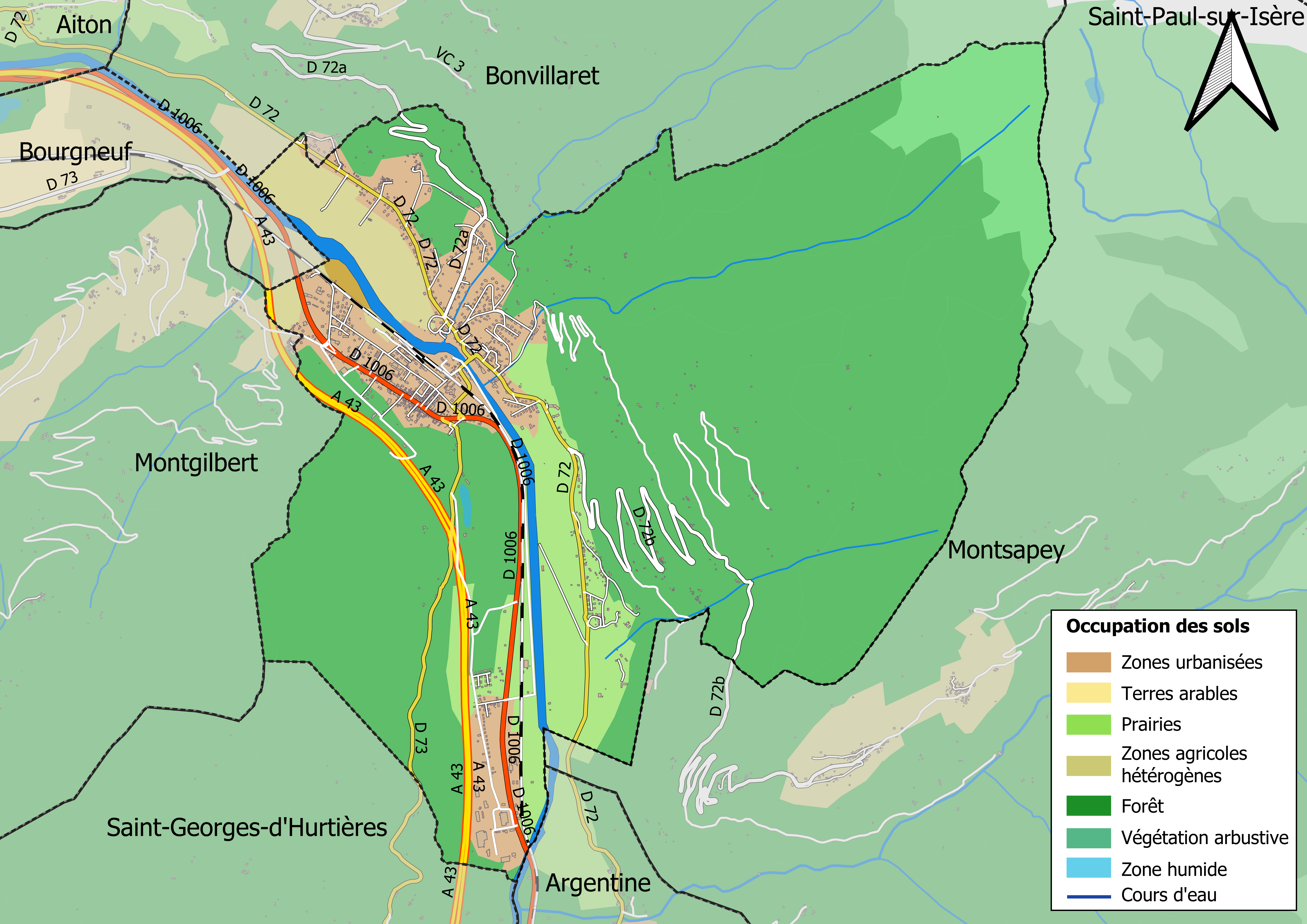
Carte des infrastructures et de l'occupation des sols de la commune en 2018 (CLC).

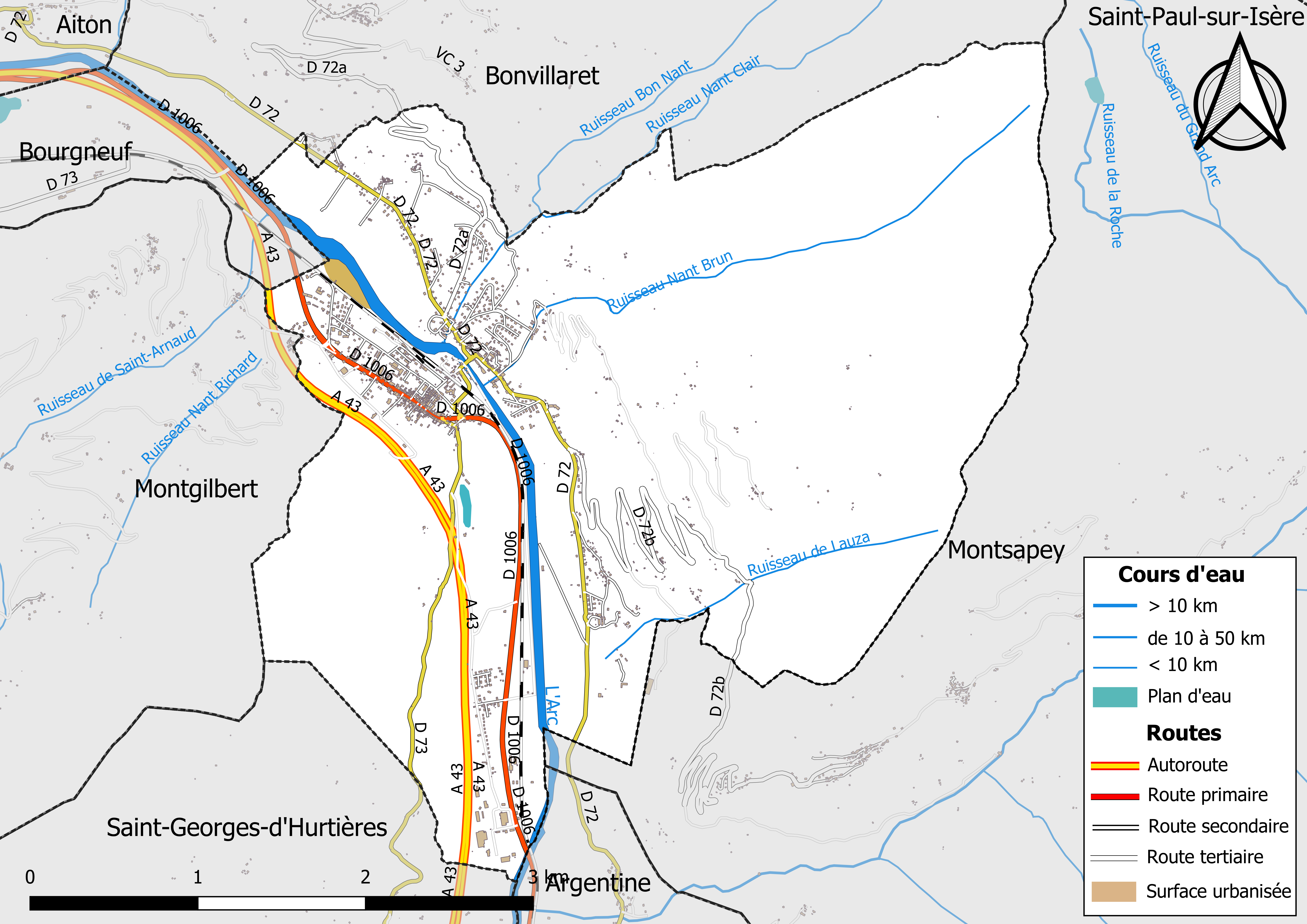
Carte des infrastructures de transport de la commune en 2020.

### Typologie
Au 1er janvier 2024, Val-d'Arc est catégorisée bourg rural, selon la nouvelle grille communale de densité à sept niveaux définie par l'Insee en 2022.
Elle est située hors unité urbaine et hors attraction des villes,.

### Morphologie urbaine
Val-d'Arc est structuré par Aiguebelle, à l'entrée de la vallée, dont l'urbanisation s'est faite le long de la route.

### Voies de communication et transports
Compte tenu de sa situation en entrée de la vallée de la Maurienne, Val-d'Arc est traversé par plusieurs infrastructures majeures de transport : 
- L'Autoroute A43 ;
- L'ancienne route nationale 6 (actuelle RD 1006) ;
- La ligne de Culoz à Modane (frontière), dite ligne de la Maurienne. La gare d'Aiguebelle est une halte ferroviaire desservie par les trains TER Auvergne-Rhône-Alpes qui effectuent des missions entre les gares de Chambéry - Challes-les-Eaux et de Modane.

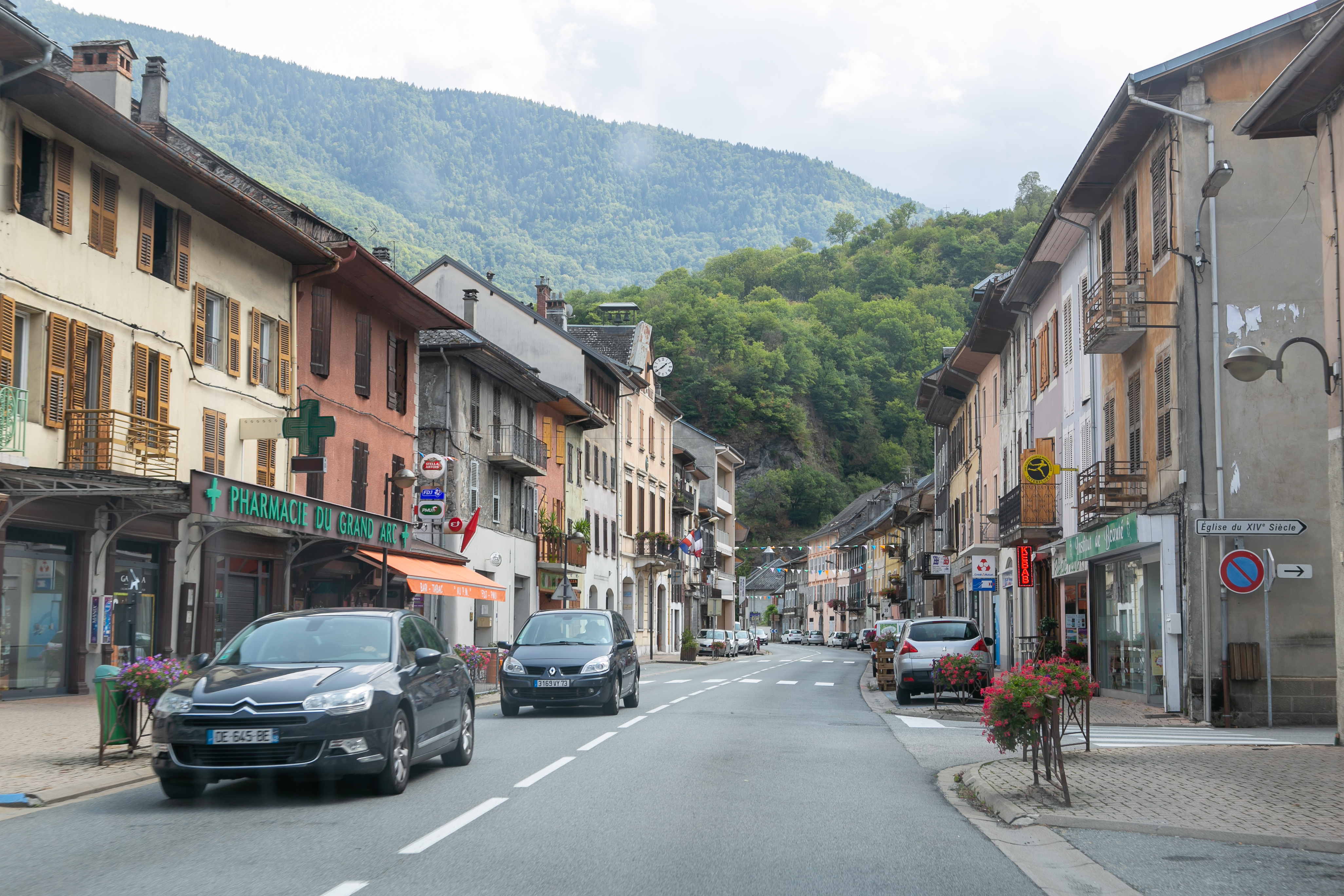
L'ancienne route nationale.
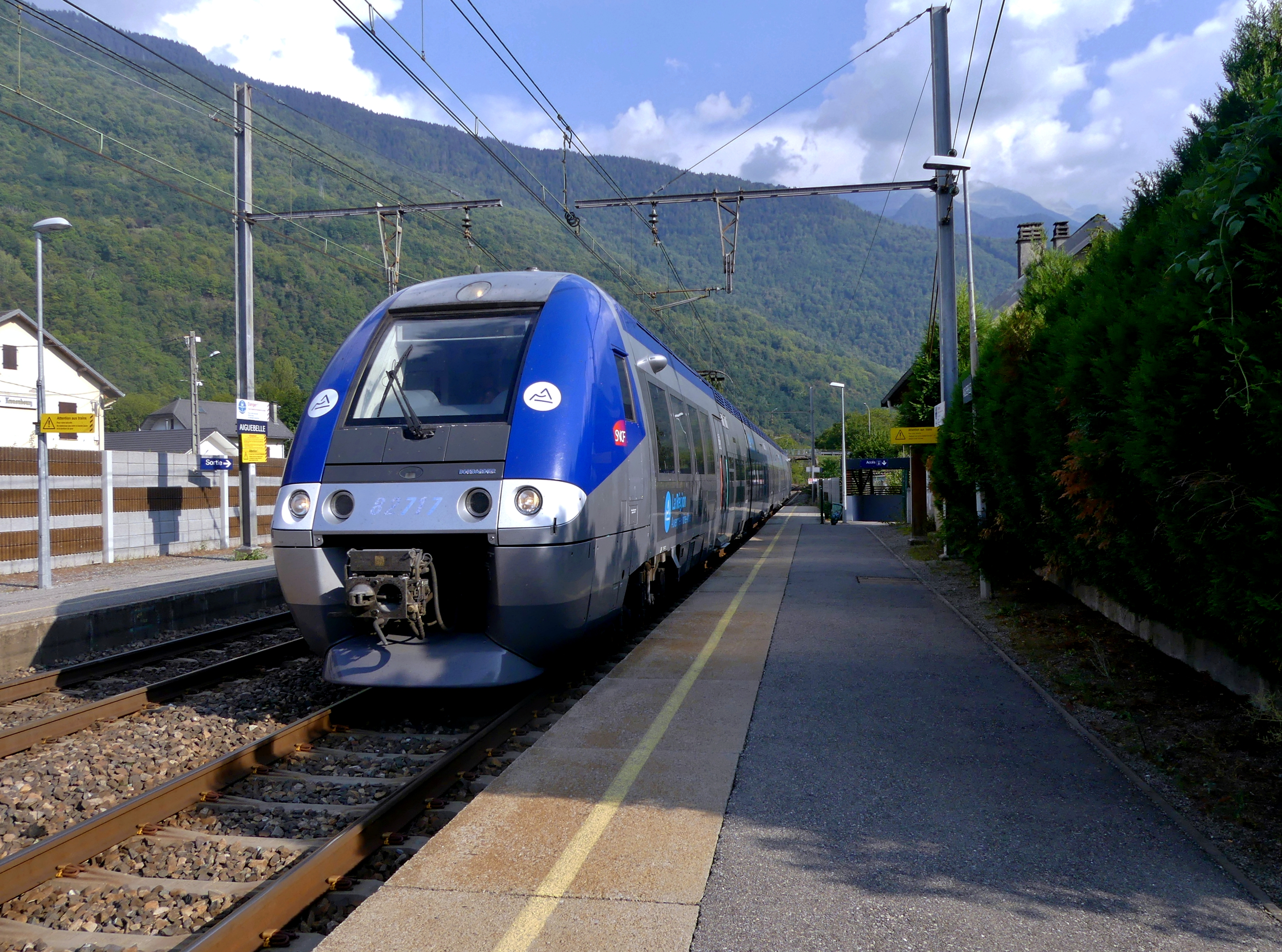
TER Modane-Chambéry en gare.

## Histoire
Après une demande des conseils municipaux de Randens et d'Aiguebelle, la création de la commune nouvelle est décidée un arrêté préfectoral du 17 décembre 2018. Les deux communes fondatrices deviennent des communes déléguées de Val-d'Arc. Son chef-lieu est fixé à Randens,.

## Politique et administration

### Rattachements administratifs et électoraux
La commune nouvelle se trouve depuis sa création  dans l'arrondissement de Saint-Jean-de-Maurienne du département de la Savoie
Pour les élections départementales, la commune fait partie depuis 2014 du canton de Saint-Pierre-d'Albigny
Pour l'élection des députés, elle fait partie de la troisième circonscription de la Savoie

### Intercommunalité
Val-d'Arc est le siège de la communauté de communes Porte de Maurienne — dont étaient membres les anciennes communes d'Aiguebelle et de Randens —  un établissement public de coopération intercommunale (EPCI) à fiscalité propre créé en 1997et auquel la commune avait transféré un certain nombre de ses compétences, dans les conditions déterminées par le code général des collectivités territoriales.

### Tendances politiques et résultats
Lors des élections municipales de 2020 en Savoie, la liste conduite par le maire sortant José Rico est la seule candidate et obtient donc la totalité des 346 suffrages exprimés. Ses 23 membres sont tous élus et 8 de ses membres siègent également au conseil communautaire.
Lors de ce scrutin marqué par la pandémie de Covid-19 en France, 67,60 % des électeurs se sont abstenus et 17,22 % des votants ont choisi un bulletin blanc ou nul.
Lors du premier tour de l'élection présidentielle de 2022, les quatre premiers candidats choisis par les électeurs de la commune sont Marine Le Pen (34,68 % des sufcfrages exprimés), Emmanuel Macron (20,15 %), Jean-Luc Mélenchon (18,90 %) et Éric Zemmour.
Au second tour, Marine Le Pen recueille 499 voix (57,75 %) et le candidat élu Emmanuel Macron 365 voix (42,25 %), lors d'un scrutin où 27,33 % des électeurs se sont abstenus.

### Liste des maires
| Période      | Période                        | Identité        | Étiquette | Qualité |
| ------------ | ------------------------------ | --------------- | --------- | --- |
| janvier 2019 | juin 2023                      | José Rico-Perez | PS        | Retraité Maire de Randens (1977 → 2018) Démissionnaire                                                                    |
| juin 2023    | En cours (au 30 novembre 2023) | Hervé Genon     |           | Cadre supérieur Maire puis maire délégué d'Aiguebelle (1995 → 2023) Président de la CC Porte de Maurienne (avant 2013 → ) |

## Population et société

### Démographie
La population des anciennes communes puis de la commune nouvelle est connue par les recensements menés régulièrement par l'Insee. Ces chiffres concernent le territoire de l'actuelle commune nouvelle.
En 2025, la commune nouvelle comptait 2 009 habitants.
| 1968  | 1975  | 1982  | 1990  | 1999  | 2009  | 2014  | 2020  |
| ----- | ----- | ----- | ----- | ----- | ----- | ----- | ----- |
| 1 779 | 1 715 | 1 700 | 1 483 | 1 564 | 2 039 | 1 980 | 2 015 |